# Bonfim (Santa Maria)
Bonfim est un quartier de la ville brésilienne de Santa Maria, Rio Grande do Sul. Le quartier est situé dans district de Sede.

## Vilas
Le quartier possède les vilas suivantes : Bonfim.

## Galerie

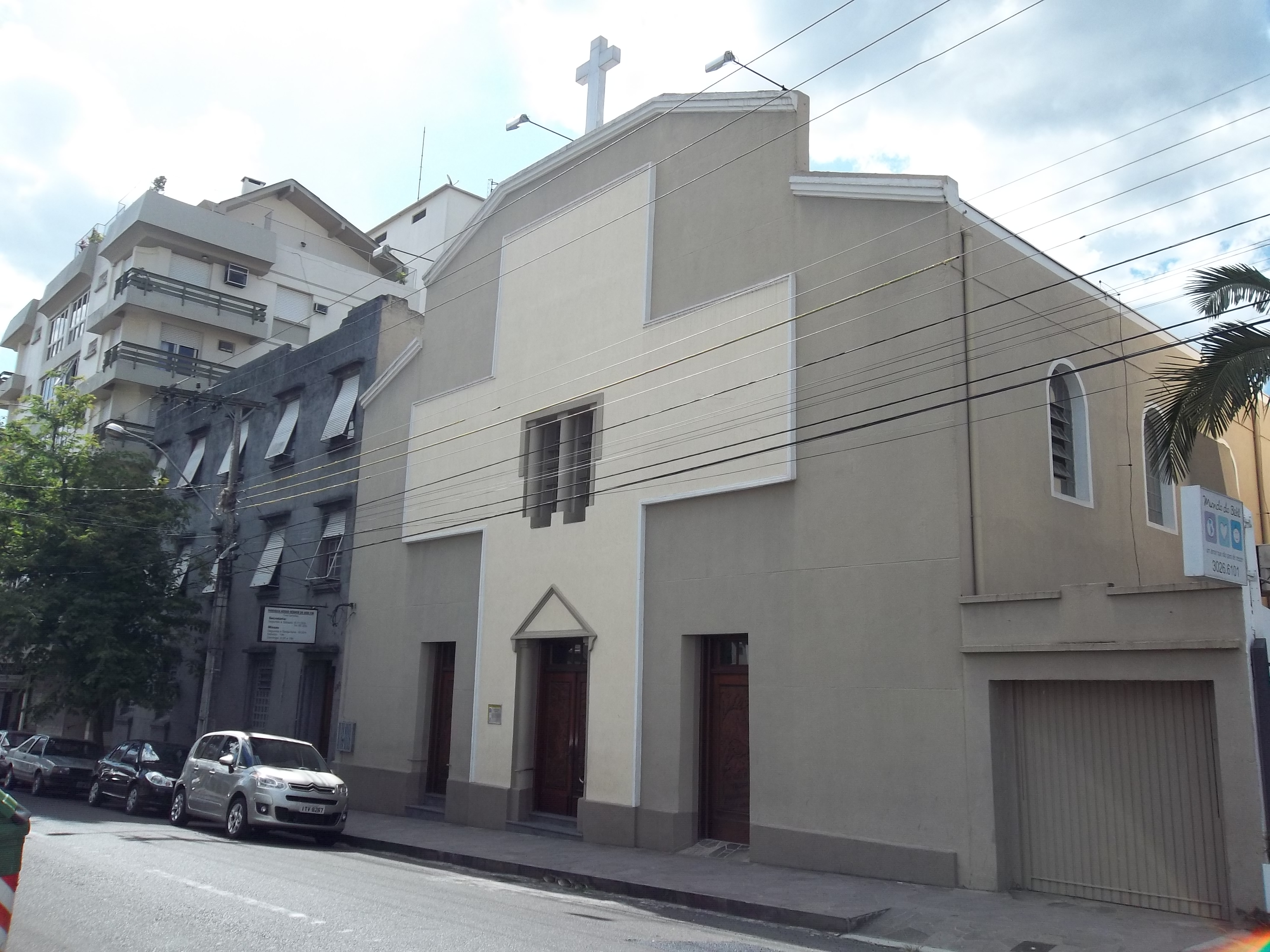
L'église Notre-Seigneur-de-la-Bonne-Fin, qui a donné son nom au quartier.
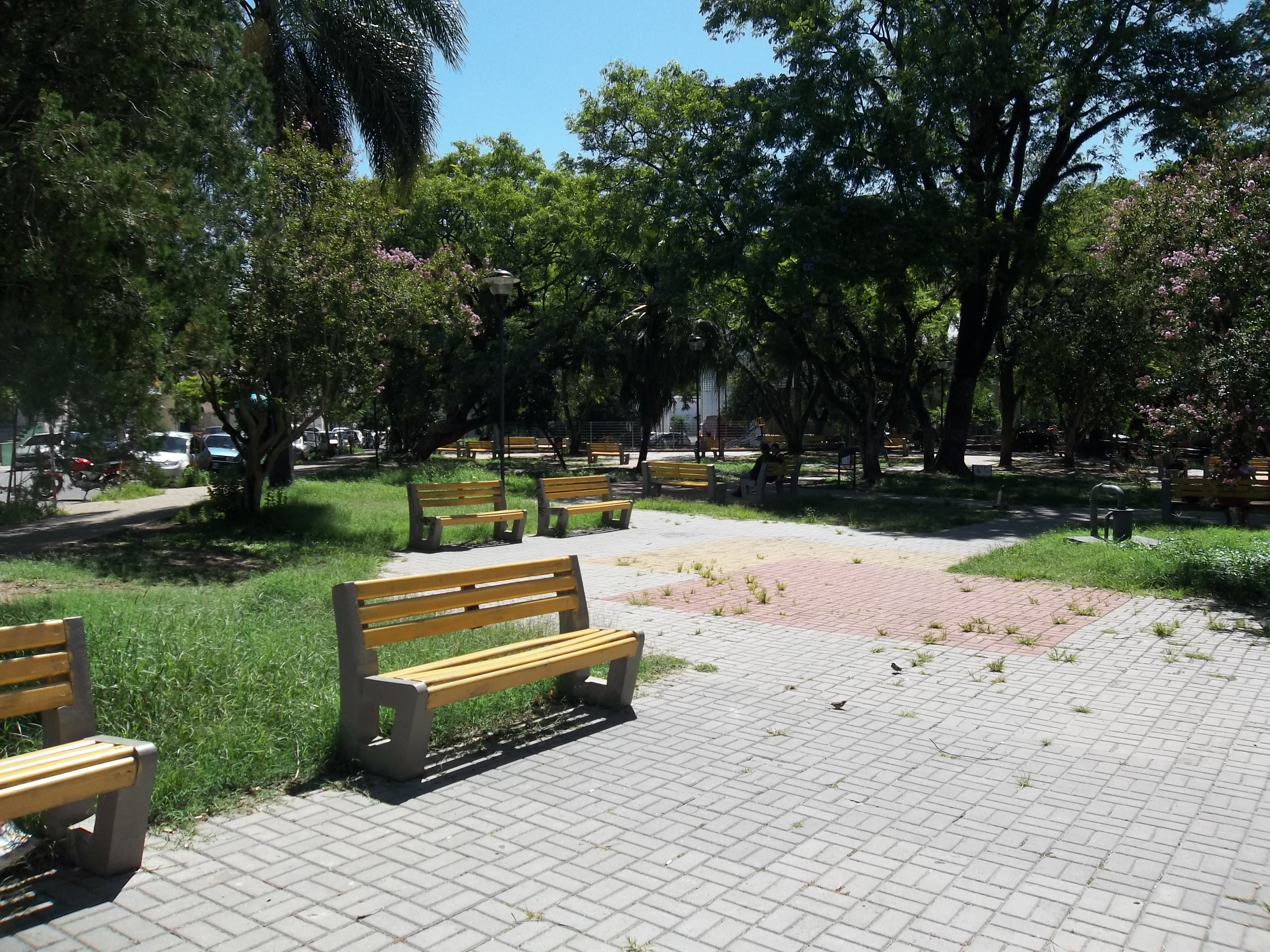
Place João Pedro Menna Barreto.
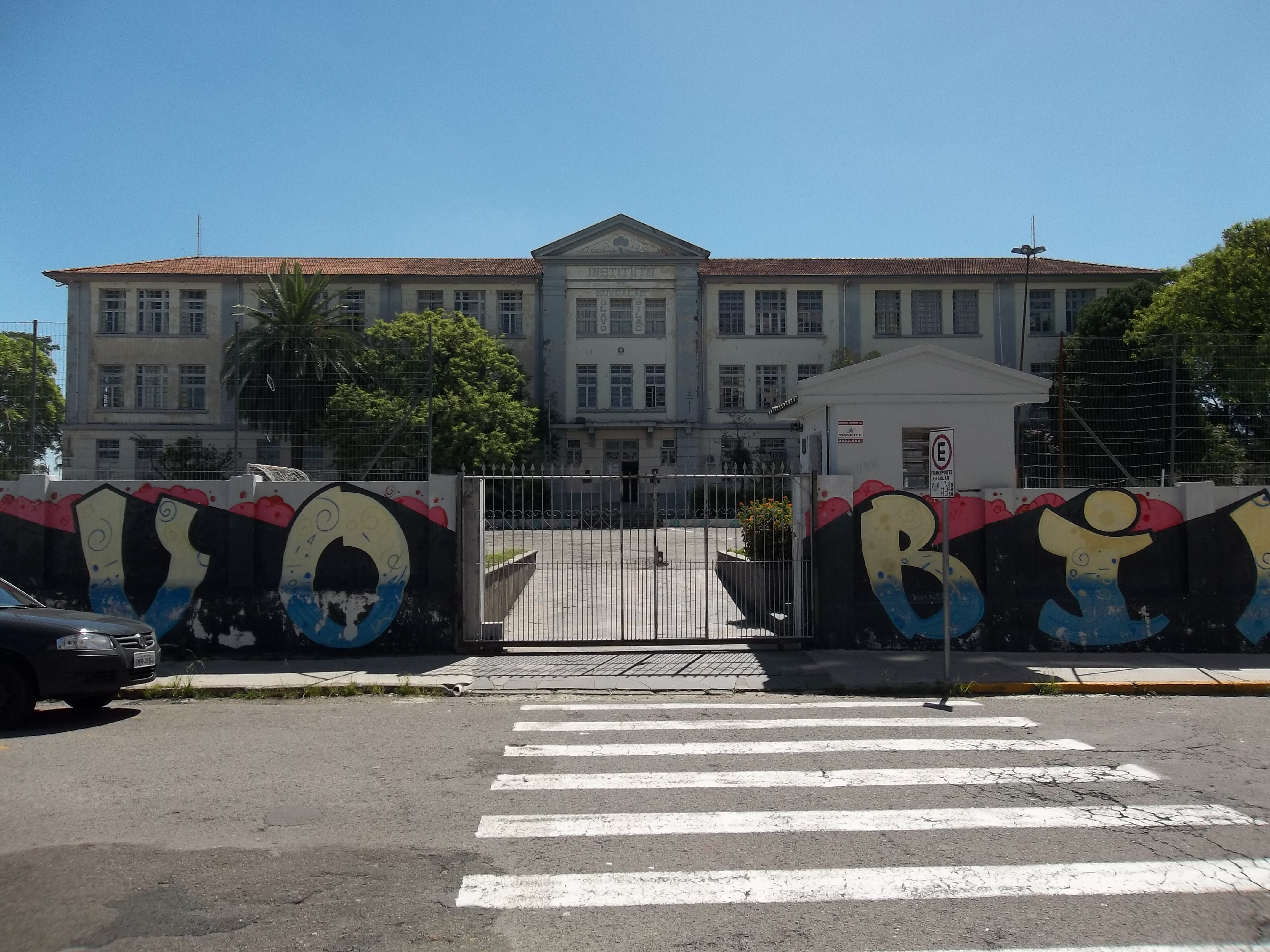
L'Institut d'éducation Olavo Bilac.
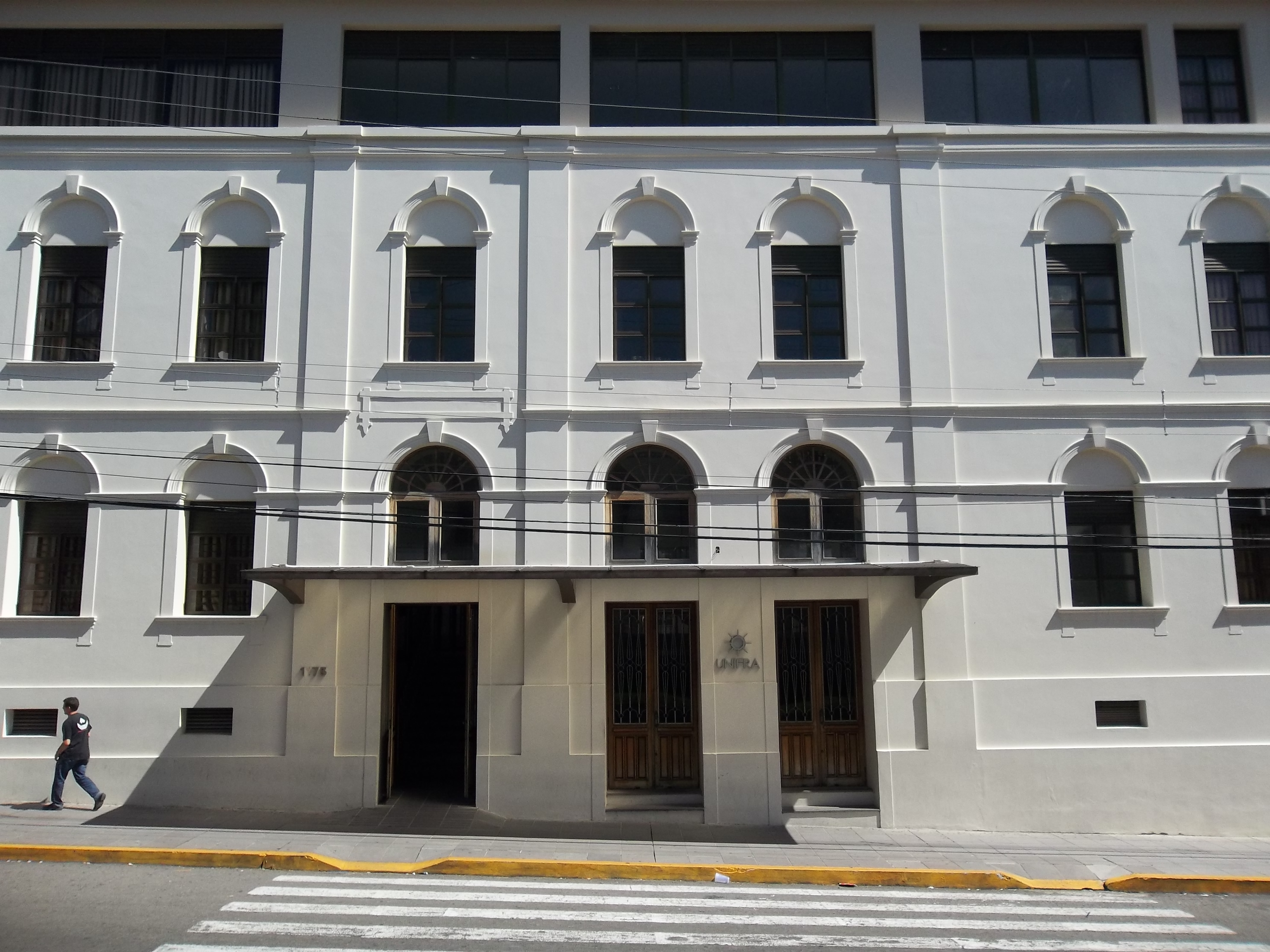
Le Centre universitaire franciscain, rue Silva Jardim.
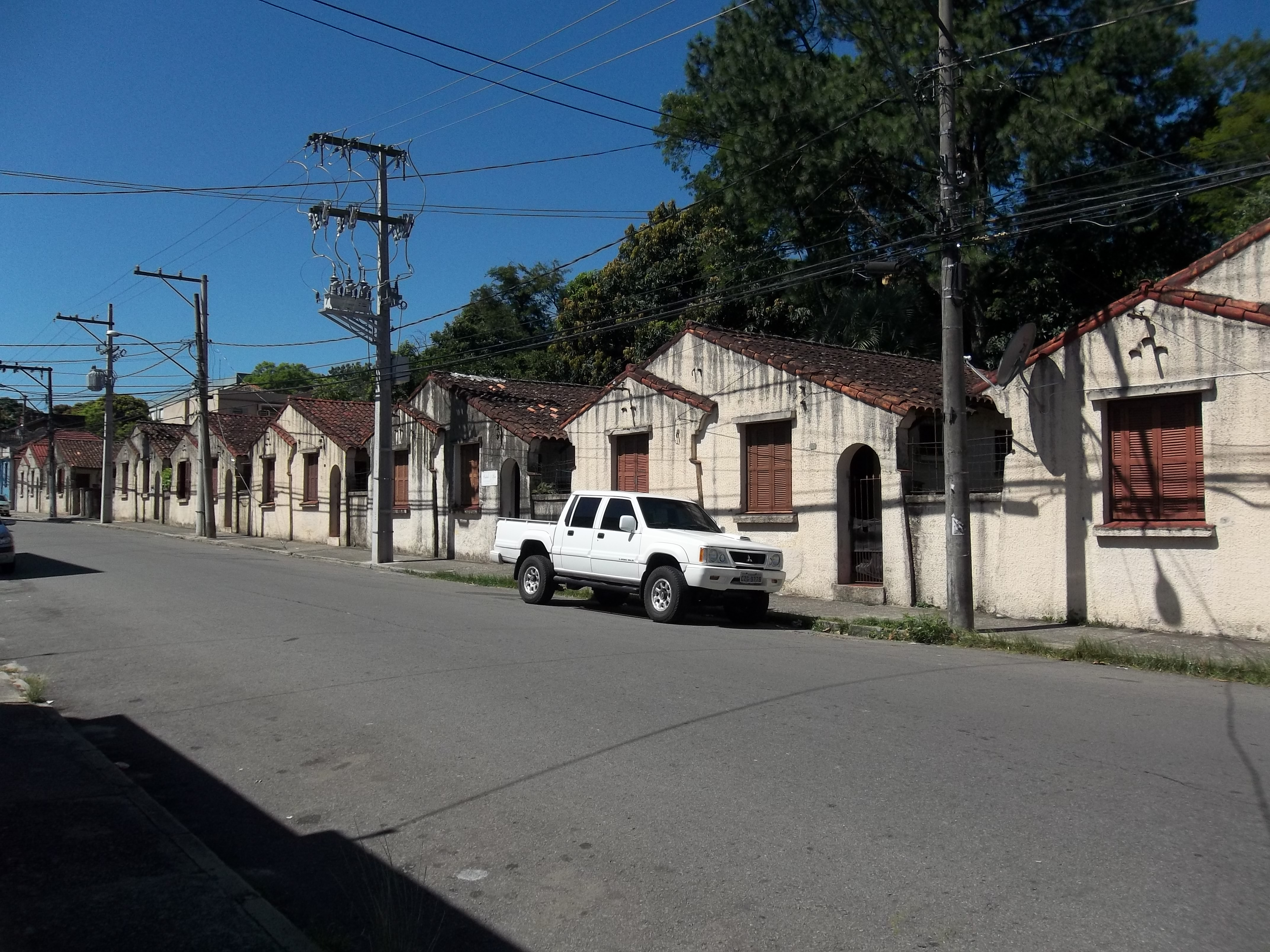
Maisons caractéristiques de la rue Barão do Triunfo.
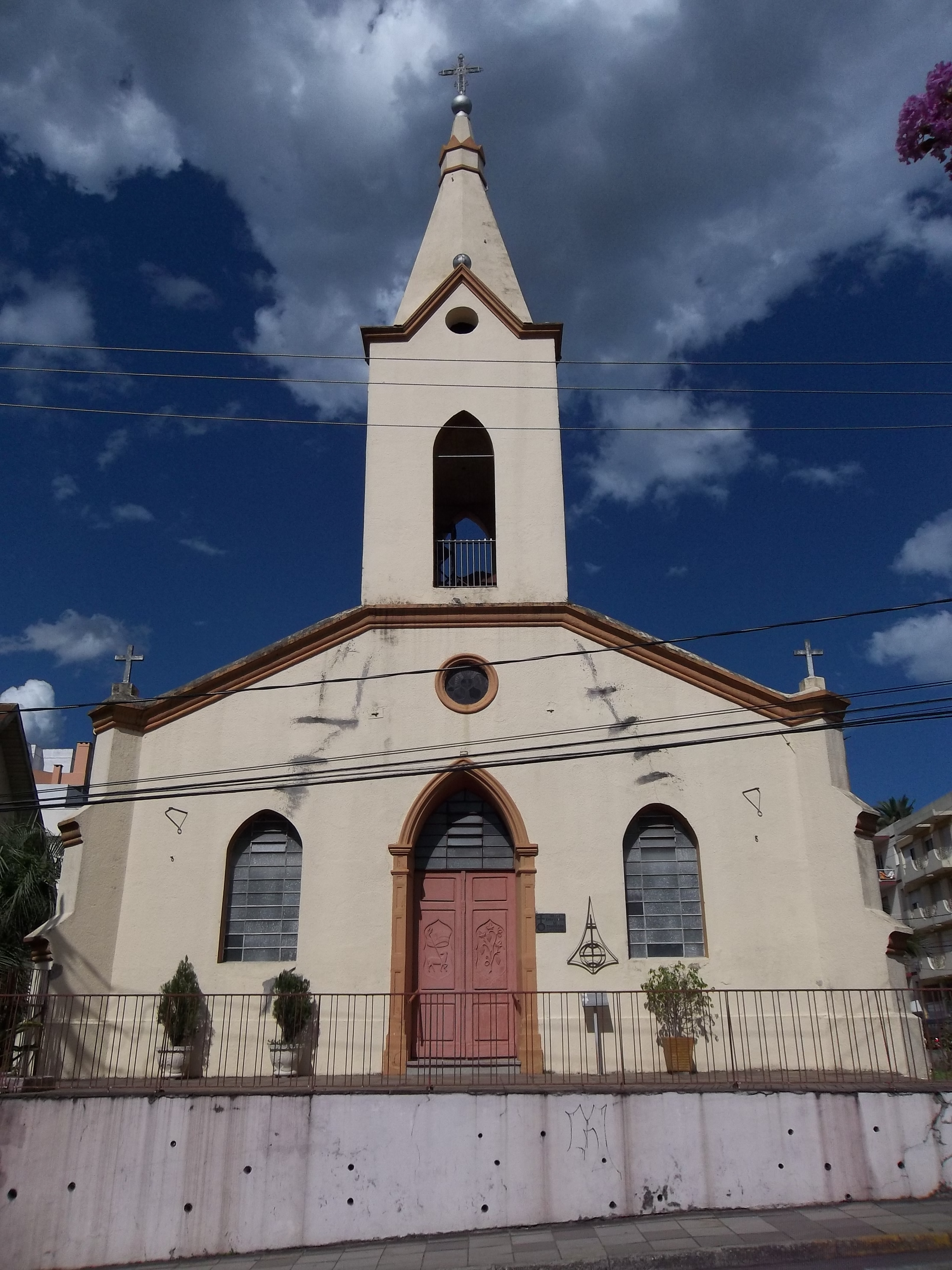
L'église évangélique luthérienne, à côté de la place João Pedro Menna Barreto.
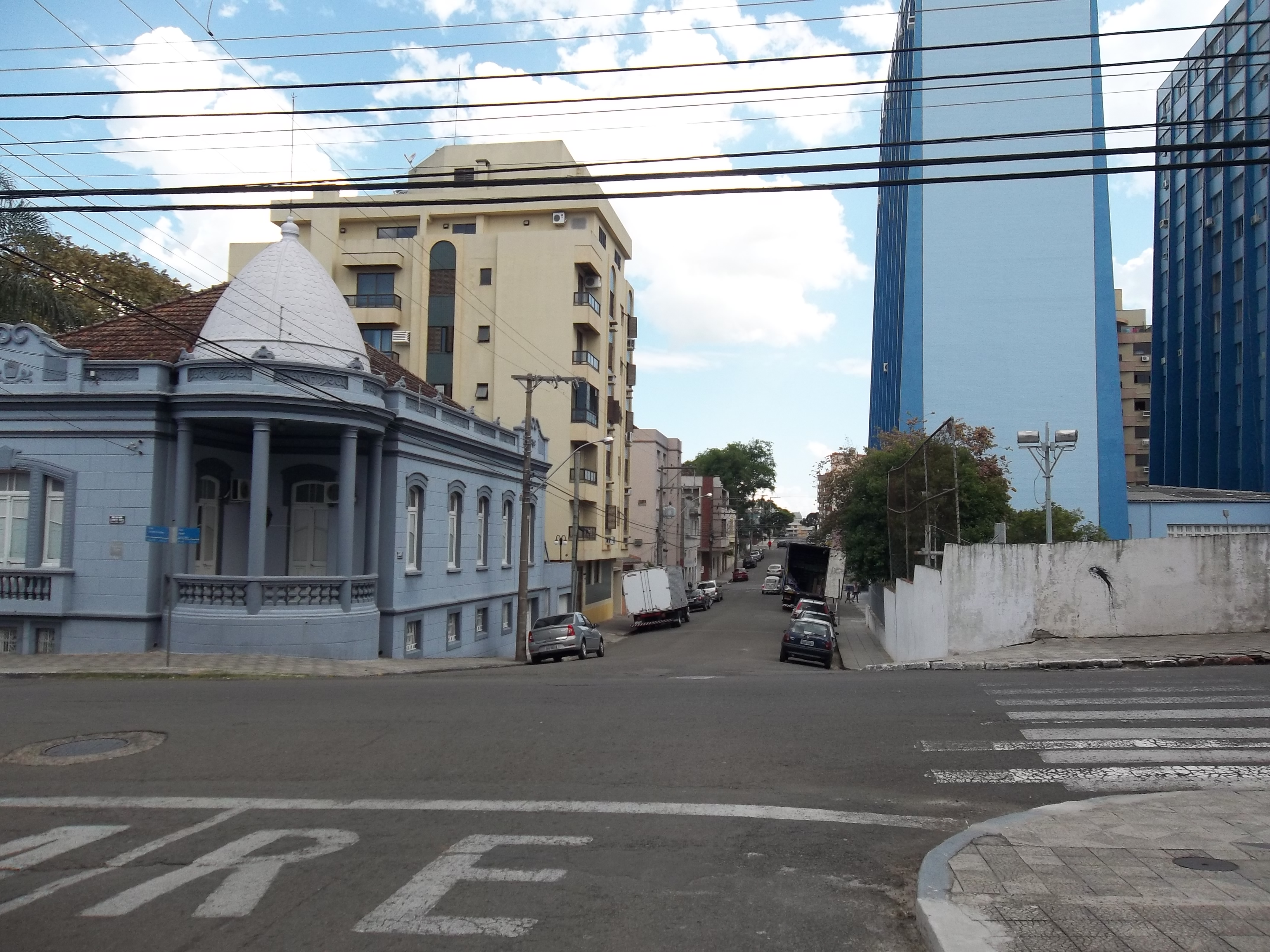
Rue Colonel Antero Corrêa de Barros.